# カトル・ラバーバ・ウィナー
カトル・ラバーバ・ウィナー（Quatre Raberba Winner）とは、TVアニメ『新機動戦記ガンダムW』および『新機動戦記ガンダムW Endless Waltz』に登場する架空の人物。担当声優は折笠愛。

## 人物
- 人種：中東系とヨーロッパ系
- 年齢：15歳
- 身長：160cm[1]
- 体重：41kg
- 瞳色：ブルー
- 髪色：プラチナゴールド

心優しく穏やかな性格。劇中では何度か楽器を演奏する場面が見受けられ、芸術的センスに優れ、感受性も豊かである。「宇宙の心を感じとる」という特異な感応性（「神憑りに近いほどの勘」などと説明されている）を備えており、ヒイロ・ユイがウイングガンダムを自爆させた際には、その光景に衝撃を受けたゼクスやノイン、レディ・アンの心境を感じ取る。ヒイロがウイングガンダムゼロに搭乗して制御不能となった精神を正気へ取り戻させたこともある。
戦闘しながらも戦況の把握、僚機への指示を的確にこなすことが出来る。5人のパイロットの中で最も長期的視野に長けるが、時折危ういまでの大胆な行動に出る点では共通する。
また5人のガンダムパイロットの中で、唯一家族らが登場するキャラクターでもある。実際に登場したのは一人だけだが、姉は全部で29人いる。しかし、母親の母胎から産まれたのはカトルだけであり、姉達は全員試験管ベビーである。母親のカトリーヌはカトルを出産した時に死亡している。カトルは一時期、自分も試験管から生まれた人間ではないかと疑い、自分は無意味な存在と考え、荒れた生活を送っていた。だが、後にカトルの親衛隊となるマグアナック隊と出会うことによって、健全な姿に立ち直る。
カトルの父親である現当主は、地球圏統一連合から逃亡していたH教授を匿い、カトルはH教授に協力してガンダムサンドロックのパイロットとして訓練を受ける。その結果、平和主義者の父親と対立したカトルは父の反対を押し切ってオペレーション・メテオを実行に移す。なお、H教授の配慮で、他のガンダムパイロットとは違い、「真のオペレーション・メテオ」については何も教えられていなかった（カトルがいつ「真のオペレーション・メテオ」の全容を知ったかは不明）。一見すると生身での戦闘力や腕力はない様に見えるが、一般兵士程度なら簡単になぎ倒すことが出来る。
名前の由来はフランス語の「4（quatre）」、姓は隅沢克之によれば「それぞれある少女漫画に登場する中東系のキャラクター」から。また隅沢は白人である事も自分が決定し、容姿に関しては「アラブはもともと金髪碧眼のアーリア人もいたはずなので」ということで現在の容姿になった。

## 劇中での活躍
新機動戦記ガンダムW
地球降下後はマグアナック隊と行動を共にし、コルシカ基地を襲撃した際トロワと出会う。その後トロワと共に向かったニューエドワーズ基地での戦闘で、デュオやヒイロ、五飛と対面する。基本的に、他のガンダムパイロットとは協力することを好んだ。地球圏を掌握したOZが次なる目標としてコロニーを取り込むことを知らせるため、デュオと共にシンガポール基地から宇宙に上がろうとする。基地を守るOZ部隊との戦闘中、ガンダムはコロニーとその平和を守るOZの敵であるというコロニーの声明に愕然とし劣勢に陥るが、五飛がカトルたちを鼓舞しながら参戦する。カトルは先にデュオと五飛を宇宙に上がらせ、自らは足止めのために一人OZと戦う。最後は敵を道連れにサンドロックを自爆させて基地から飛び立ち、OZの追撃を振り切って辛くも中立のコロニーに漂着する。
そのコロニーはウィナー家に属しており、病院に担ぎ込まれたカトルを看病した医者は、姉のイリアだった。姉と共に実家に戻り父と再会するも、カトルが行ったオペレーションメテオを無益なことと叱る父とまたも対立する。OZに取り込まれつつあるコロニーの人々がガンダムを敵とみなしているのを感じながらも、カトルはもう一度サンドロックを立て直すことを決意する。一方カトルの父は、ウィナー家所有の資源衛星をOZの兵器開発のために利用させることを断固拒否していたため、コロニー政府の中で孤立していた。OZの圧力のなすがままに議会とコロニー市民はウィナーの排除を迫り、ついにカトルは目の前で父親を失うことになる。家族を奪われた深い悲しみ、支配され操られていることも気づかず保身ばかりを考える身勝手なコロニーの人々への冷たい怒りと共に、カトルは封印されていた禁断のモビルスーツ、ウイングガンダムゼロを完成させる。ゼロシステムに支配された彼はOZの資源衛星とコロニーを立て続けに破壊し、それを迎え撃つトロワ、ヒイロと激突する。憎悪の化身となったカトルは圧倒的な強さでトロワとヒイロを追い詰めるが、トロワの捨て身の説得によって正気を取り戻しゼロから脱出する。その後ヒイロや5人の科学者と共にOZに拘束され、実験としてゼロに搭乗させられ暴走したヒイロを止め、メリクリウスをゼロと共に自爆させた後、ヒイロと共に地球に降下する。
ロームフェラOZに戦いを挑んでいくヒイロとは逆に、カトルはトロワの一件もあって「守るべきものがない戦いは戦争を拡大化させていくだけ」とヒイロの戦いに賛同できずにいた矢先、サンクキングダムの完全平和主義に希望を見出し、サンクキングダムを守る決意を固める。以降はサンクキングダムでヒイロと行動を共にし、ノインの防衛隊にも参加。サンドロックもマグアナック隊によって修復されたが、サンクキングダムは解体してしまう。しかしその後も希望を捨てずに戦い続け、ピースミリオンと行動を共にするようになってからはそこで改修されたガンダムサンドロック改を駆り、Gチームを結成してホワイトファングと戦う。管制システムが強化されより戦術的な戦闘を行うようになったモビルドールに苦戦を強いられチームワークの必要性を痛感した際には、ヒイロに薦められ一時的にゼロシステムをサンドロック改に取り付け使いこなしてみせる。この戦闘が原因でドロシー・カタロニアに強い恨みを持たれ、最終決戦においてリーブラ内部でゼロシステムを使用したドロシーとのフェンシング対決で重傷を負ってしまうが、無事に生き延びている。
新機動戦記ガンダムW Endless Waltz
OVA『新機動戦記ガンダムW Endless Waltz』では、太陽にガンダムを送り破棄させる計画を実行するが、急遽ガンダムを必要とする事態になったため太陽へ向かうガンダムを急いで回収する。そして、ヒイロ・デュオ・トロワにガンダムを渡し、自らガンダムサンドロック改（EW版）を駆り、デュオ・トロワと共に大統領府へと向かい、マリーメイア軍との戦いに挑む。
PREVENTER・5（漫画『新機動戦記ガンダムW EPISODE ZERO』収録）
ウィナー家で忙しく仕事をして辟易していたところを五飛の訪問を受け、自分の力を必要とする五飛に喜んで同行、立て篭もり事件解決のために動き出す。

## 搭乗機
主な搭乗機
- XXXG-01SR ガンダムサンドロック(テレビアニメ)
  - XXXG-01SR ガンダムサンドロック（EW版）
  - XXXG-01SR2 ガンダムサンドロック改(テレビアニメ)
  - XXXG-01SR2 ガンダムサンドロック改（EW版）

その他の搭乗機
- OZ-07AMS エアリーズ
- XXXG-00W0 ウイングガンダムゼロ(テレビアニメ)
  - XXXG-00W0 ウイングガンダムプロトゼロ(敗者たちの栄光)
- SK-12SMS トーラス（サンクキングダム仕様）(テレビアニメ)
- OZ-13MSX2 メリクリウス